# Нії Амаа Олленну
Рафаель Нії Амаа Олленну (21 травня 1906 — 22 грудня 1986) — колишній голова Комісії при президенті та в. о. президента країни часів Другої республіки.

## Ранні роки
Початкову освіту здобув у пресвітеріанському тренувальному коледжі Акропонга у Східній області Гани. Згодом отримав диплом юриста й був зареєстрований під іменем Рафаель Нії Амаа Олленну у Золотому Березі (нині Гана) 1940 року, після чого став суддею. Публікував книги з різної правової тематики, його думка вважається авторитетною у традиційній африканській системі землевласництва. Також брав активну участь у роботі Генеральної ради Світового альянсу реформістських церков.

## Політична діяльність
Нії Амаа Олленну був одним з представників Аккри у Законодавчих зборах Золотого Берега на початку 1950-их років. Протягом деякого часу очолював фракцію Конгресу Гани, представники якої, поряд із Об'єднаним конвентом Золотого Берега і Національно-демократичною партією, були прибічниками ідей Данкви-Бусіа. Таким чином Олленну перебував у опозиції разом з Бусіа та Данквою до нкрумської Народної партії конвенту.
За часів Другої республіки Олленну був спікером парламенту Гани з жовтня 1969 до січня 1972 року. З 7 серпня 1970 року виконував обов'язки президента Гани.
Помер 1986 року.

## Родина
Був одружений з сестрою прем'єр-міністра Бусіа, Наною Афуа Фреме, мав дочку Амерлі.